# Герб Бялоленки (Варшава)
Герб Бялоленки (пол. Herb Białołęki) — официальный символ Варшавского района Бялоленка.

## Описание
Герб отражает традиции и события в истории земель, образующих Белоленку. Так как район был создан в результате слияния двух древних поселений — Тархомина (пол. Tarchomin) и Бялоленки (пол. Białołęka), герб состоит из двух равных половин. Зелёное поле с золотым снопом символизирует сельскохозяйственные традиции, а золотое поле со львом и башней с воротами символизирует городской характер района.
Сноп заимствован от герба династии Васа и напоминает, что Бялоленка когда-то была собственностью короля Яна Казимира.
Лев на башне — символ дворян Голиньских герба Правдич, давних владельцев Бялоленки и Тархомина.
Топор в лапах льва является отсылкой к гербу дворян Оссолинских, внесших большой вклад в развитие Тархомина, владельцами которого они также являлись.
Официальные цвета герба — белый, зелёный, золотой и красный.